# Autobianchi

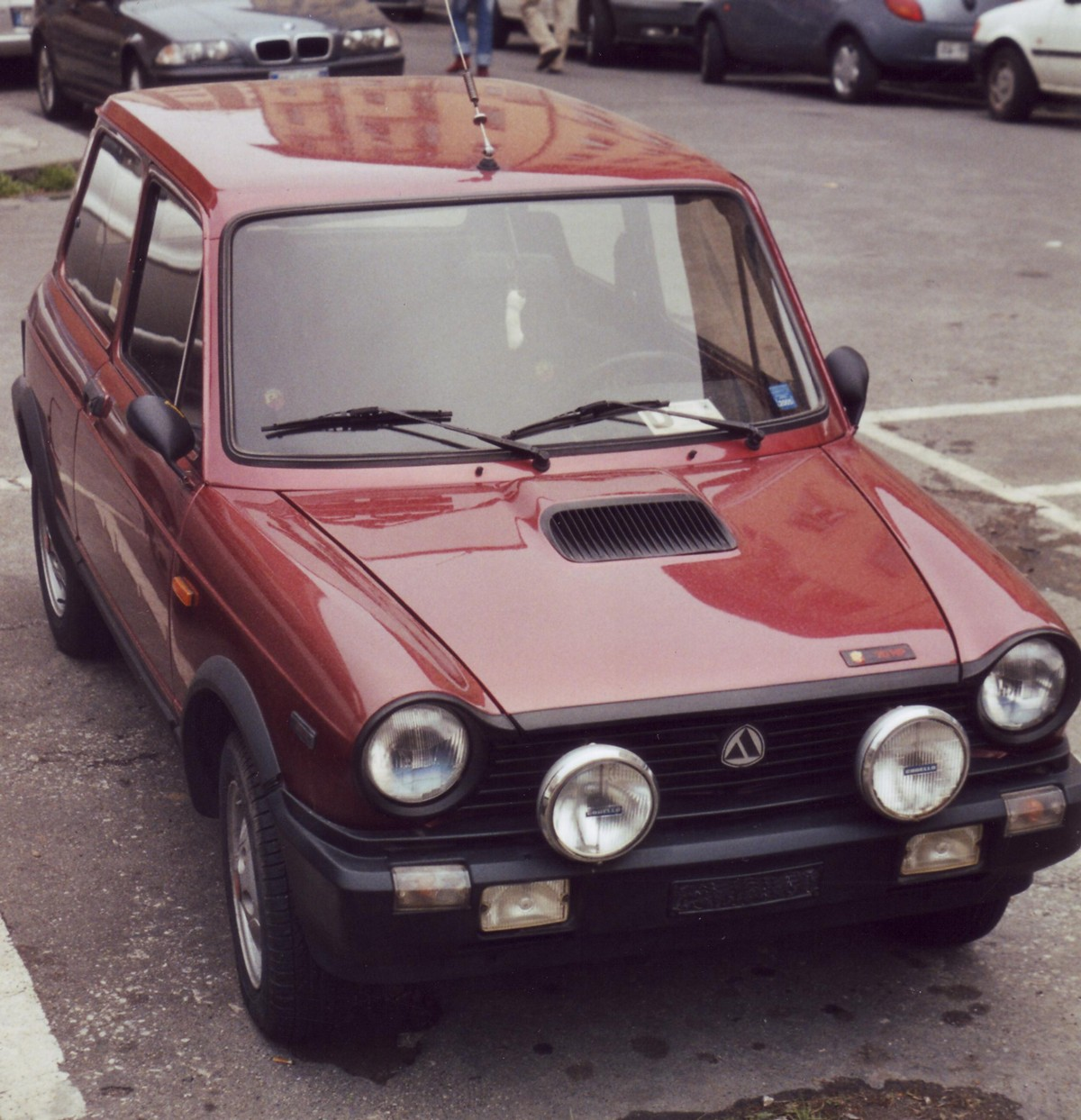
Autobianchi A112

Autobianchi var en italiensk biltillverkare.

## Historia
Autobianchi skapades år 1955 som ett samarbete mellan Fiat, Pirelli och Bianchi. Autobianchi skulle tillverka en småbil utifrån den populära Fiat 500. Autobianchi Bianchina var företaget första modell och kom ut på marknaden 1957. År 1965 kom Autobianchi Primula. Företagets modeller baserades på teknik från Fiat, och 1967 kom företaget att bli helägt av Fiat. 
Fiat använde Autobianchi som en testbänk för nya tekniska lösningar. Bilarna köptes av kunder som ville synas i en något mer spännande bil än en vanlig Fiat, och priset var också aningen högre än motsvarande Fiat. 
1969 lanserades Autobianchi A111 och Autobianchi A112. Från 1969 blev Autobianchi mer och mer en del av Fiat-kontrollerade Lancia och Autobianchi kom att bli namnet för Lancias minsta modeller – den länge tillverkade Autobianchi A112. Den sista modellen som tillverkades under namnet Autobianchi var Y10 som även såldes under Lancia-namnet.

## Modeller
- Autobianchi A111
- Autobianchi A112
- Autobianchi Bianchina
- Autobianchi Primula